# Vernier d'Oberwesel
Pour les articles homonymes, voir Verny.
Saint Verny, appelé aussi Vernier, est, comme saint Vincent, un saint patron des vignerons ; il est honoré dans le centre de la France, notamment dans le vignoble des Côtes-d'auvergne, et en Franche-Comté. Il est connu sous le nom de Vernier en Franche-Comté et en Bourgogne et sous le nom de Verny en Auvergne ; il s'agit d'un saint des bords du Rhin, désigné en Allemagne comme Werner von Oberwesel.

## Tradition historique

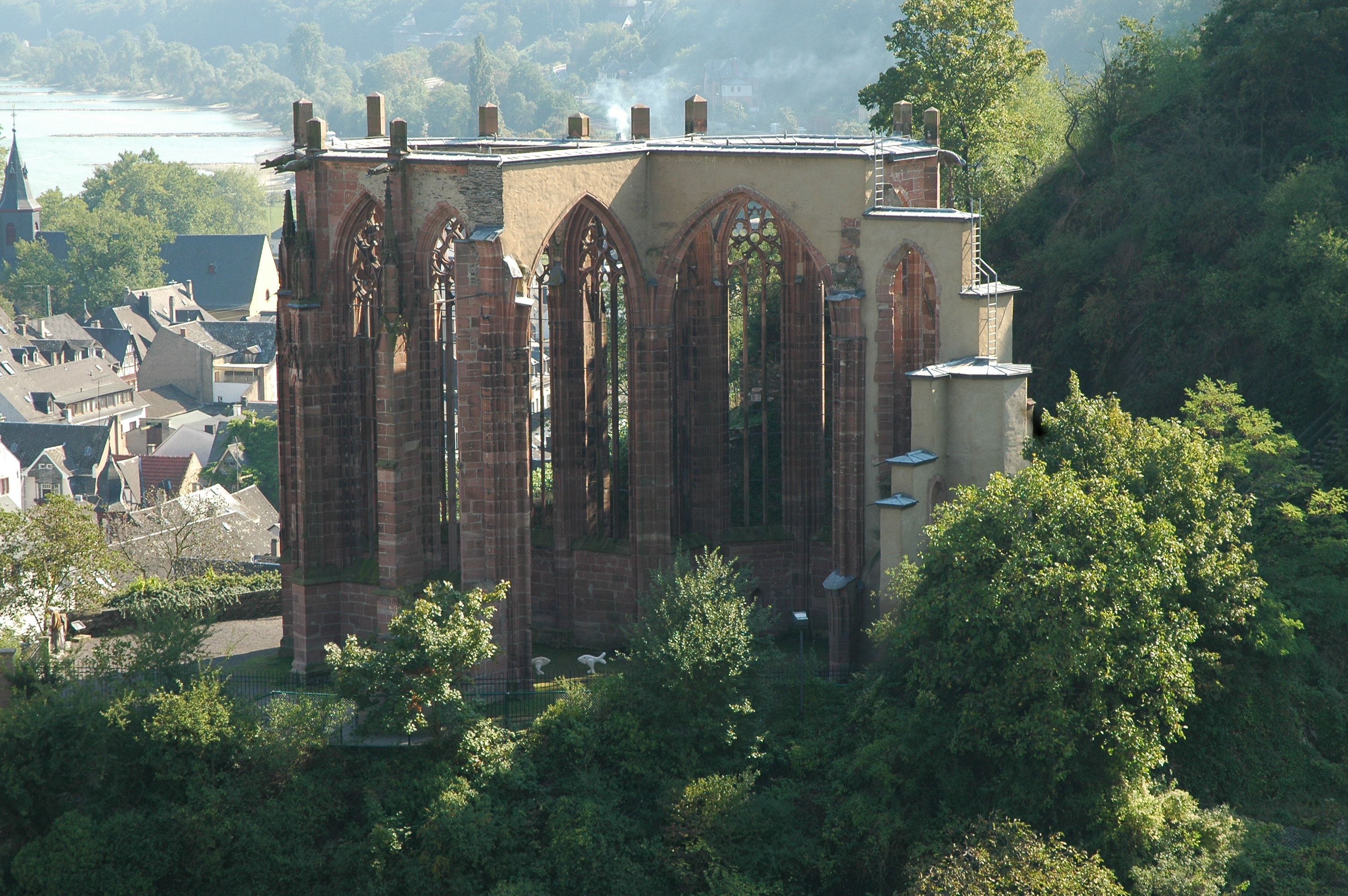
Bacharach, Wernerkappelle

Vernier ou Verny représente l'adaptation française du nom d'un saint allemand nommé Werner, généralement connu comme Werner d'Oberwesel (ou Werner de Womrath ou encore Werner de Bacharach). Né à Womrath en 1271, il fut assassiné à l'âge de 16 ans en 1287 ; son corps fut retrouvé le Vendredi saint de 1287 près de Bacharach, ville située au bord du Rhin. La rumeur populaire attribua sans preuve cet assassinat aux Juifs et des violences antisémites s'ensuivirent. Werner fut considéré comme un martyr et on lui attribua des miracles. Certains auteurs modernes pensent que l'adolescent aurait pu être victime d'un crime sexuel.
La rumeur initiale, liée à la période de Pâques, entre certainement dans la catégorie des accusations de crime rituel contre les Juifs, attestées à plusieurs reprises dans cette région au XIIIe siècle. Plus tard, cependant, la tradition semble avoir évolué vers une histoire de profanation d'hostie. Saint Vernier fut canonisé en 1429 par le pape Benoît XIV.

## Culte
La première apparition en France du culte de saint Vernier a lieu en Franche-Comté : première confrérie à Besançon en 1548. Puis il se développe dans la vallée supérieure de la Loue dans les villages d'Ornans, Vuillafans, Mouthier. Dans le Jura, la confrérie Saint Vernier d'Arbois est fondée en 1627, celles de Dole, Poligny, Lons-le-Saulnier, quelques années plus tard. Au XXe siècle, la dévotion s'est maintenue dans quelques villages, notamment à Champlitte (Haute-Saône), Arlay (Jura). Célébrée le 20 mai, la fête fut transférée au 22 janvier, comme pour la Saint-Vincent, l'autre patron des vignerons. En Bourgogne, la première confrérie de Saint-Vernier fut créée en 1494 à Semur-en-Auxois ; la fête annuelle était le 2 janvier. Une coutume locale voulait qu'avant l'office, on lave les pieds de la statue de saint Vernier avec du vin. La confrérie subsista jusqu'en 1793. Recréée le 2 janvier 1805, elle périclita au début du XXe siècle lors de l'abandon progressif de la culture de la vigne. La confrérie de Beaune connut le même parcours. Dissoute à la Révolution, recréée le 19 avril 1820, elle obtint de l'évêque de Dijon, en 1839, de célébrer saint Vernier et saint Vincent le 23 janvier ; les deux saints patrons des vignerons de Bourgogne sont ainsi honorés le même jour.
Son culte s'introduit en Auvergne au XVIIe siècle, sous le nom de saint Verny. Une confrérie de Saint-Verny est créée à Brioude en 1672, puis à Clermont-Ferrand en 1675 ; cette dernière subsiste au XIXe siècle. Il en existait aussi dans certains villages, comme Authezat. On attendait de lui la protection de la vigne contre les intempéries et la qualité de la vendange. Lorsque le saint avait trahi la confiance qu'on lui portait, sa statue pouvait être punie : à Auzon, en Haute-Loire, on tournait la statue face au mur ; à Corent (Puy-de-Dôme), on plongea la statue dans la fontaine du village, parce qu'il avait gelé le jour de la fête du saint. Sa fête est en principe le 19 avril, comme Werner d'Oberwesel. Mais, en Auvergne, saint Verny comme patron des vignerons était fêté dans beaucoup de villages le dimanche qui suivait le 20 mai.

## Représentations

### En Auvergne

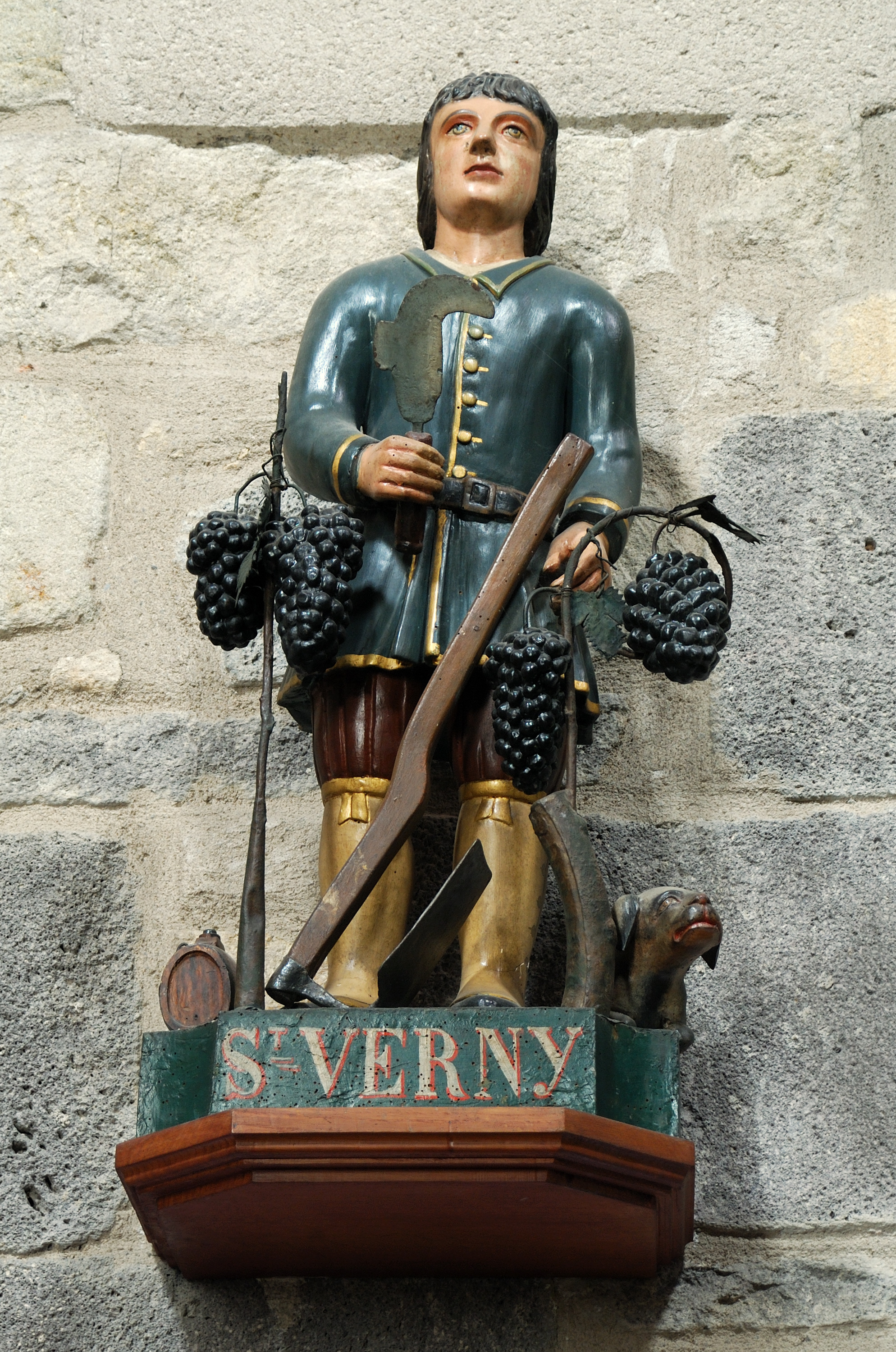
Statue de saint Verny à Saint-Pierre de Beaumont (Puy-de-Dôme)

- Une statue de saint Verny en bois polychrome et doré, qui se trouvait dans l'ancienne église paroissiale Saint-Loup de Billom (Puy-de-Dôme), est conservée depuis 1986 dans la collégiale Saint-Cerneuf. Datant du XVIIIe siècle, elle représente le saint en jaquette, hauts-de-chausses et guêtres ; il porte un chapeau de feutre. Il a pour attributs une serpette et un bousset (tonnelet pour le vin) et tient un bouquet de fruits (et non une grappe de raisin) à la main gauche. Un chien est blotti à ses pieds. Inscrit MH (8 décembre 1975).
- D'autres statues, à Gergovie, Neschers, Pérignat-sur-Allier, Plauzat, Saint-Saturnin, Sauvagnat-Sainte-Marthe, datent vraisemblablement de la fin du XIXe siècle[7]. La statue de Beaumont montre saint Verny avec ses attributs habituels : la serpette, le bousset, les grappes de raisin et le chien, mais il ne porte pas le chapeau habituel.
- Une représentation de saint Verny est sculptée dans le socle d'une croix de chemin, au village vigneron de Corent (Puy-de-Dôme).

### En Franche-Comté
Le culte de saint Vernier se répandit en Franche-Comté à partir du milieu du XVIe siècle. Ses reliques (un doigt) furent apportées dans la collégiale Sainte-Madeleine de Besançon en 1548 par le chanoine Jean Chuppin.
Attributs principaux : serpette de vigneron (un lairot en patois comtois), houe, vigne, grappes de raisin, chapeau de feutre plat, bousset et chien. En revanche, la hotte, utilisée par les vignerons francs-comtois, n'est pas un attribut traditionnel de l'iconographie de saint Vernier.
Représentations dans le Doubs : Besançon,Beure, Ornans et villages de la haute vallée de la Loue ...

Représentations dans le Jura : Dole, Champvans, Jouhe, Menotey, Chevigny, Peintre, Rainans, Moissey ...